# Synopeas daucicola
Synopeas daucicola är en stekelart som beskrevs av Jean-Jacques Kieffer 1916. Synopeas daucicola ingår i släktet Synopeas och familjen gallmyggesteklar. Inga underarter finns listade i Catalogue of Life.